# Signature Dish
Ein Signature Dish (englisch signature = Unterschrift, Signatur, Kennzeichen-, Markenzeichen-, als Adjektiv charakteristisch; dish = Gericht, Speise) bezeichnet im engeren Sinne eine Speise, die die unverkennbare Handschrift eines Chefkochs trägt. Im besten Fall findet sich in dieser Speise die gesamte kulinarische Philosophie und Kreativität sowie die Kunstfertigkeit eines Koches oder Konditors.
Oft hat ein Gericht ein bestimmter Koch erfunden oder wurde mit diesem bekannt.
Ist ein Gericht nicht oder nicht mehr ausschließlich mit einer Person in Verbindung zu bringen, sondern ein besonderes Produkt eines gastronomischen Betriebes, so bezeichnet Signature dish eine Spezialität des Hauses.

## Beispiele
- Grant Achatz: Pheasant, shallots, and cider gel, amid burning oak leaves, Hot Potato, Cold Potato
- Erik Anderson: Kalifornischer Taschenkrebs
- Christian Bau: Japanische Bernsteinmakrele / „Frühlingserwachen“
- Rick Bayless: Carne Asada (grilled marinated steak) with black beans, Skillet Tacos (Tacos del Sartén)
- Heston Blumenthal: Schnecken-Porridge
- Daniel Boulud: Crisp Paupiettes of Sea Bass in Barolo Sauce
- Michel Bras: Gargouillou (viele verschiedene Gemüse)
- Thomas Bühner: Octopus, Wildschwein-Emulsion, Kimchi, Apfel
- David Chang: Momofuku Pork Bun, Momofuku Ramen
- Christian Domschitz: Hummer-Szegediner
- Sven Elverfeld: Bretonische Makrele, Kalbs-Vinaigrette / Freilandhuhn vom Hof Odefey
- Kevin Fehling: Tatar, Toro & Dashi vom Blauflossenthunfisch / Carabinero mit Aubergine, Tandooricreme & Rinderschmorfond
- Georg Friedl: Rhabarberkrapfen mit Karotten-Huflattichsauce und Sauerkleeparfait
- Fabian Günzel: Glattbutt und Rotkraut
- Gabrielle Hamilton: Gefüllte Eier
- Jan Hartwig: „Poltinger Lammrücken“ / Bretonische Sardine
- Fergus Henderson: Geröstete Markknochen
- Steffen Henssler: Sashimi vom Fjordlachs
- Andreas Hofmayer: Bad Ass Burger
- Daniel Humm: Lavender and Honey Duck, Roast Chicken-Foie Gras
- Mike Kainz: „The Ring“ (ein Dessert)
- Thomas Keller: Smoked Salmon Crisps, Oyster and Pearls, Beets and Leeks
- Ichiro Mashita: California Maki
- Nobu Matsuhisa: mit Miso glasierter Black Cod
- Werner Matt: Selleriesuppe in Sellerieknolle
- Torsten Michel: Gezupftes Königskrabbenfleisch mit Krustentiergelee
- Marco Müller: Muscheln, Bohnenkraut, Hollunder, Kohlrabi
- Max Natmessnig: Confierter Saibling mit Buttermilch
- Rudolf Obauer: Alpenlachs / Marinierter Kürbis, Beeren, Schokolade
- Ewald Plachutta: Tafelspitz
- Wolfgang Puck: Smoked Salmon Pizzs with Caviar, Pork Schnitzel
- Christoph Rainer: Balfego Thunfisch – roh mariniert, Bonito-Vinaigrette
- Gordon Ramsay: Cappuccino of white beans with grated truffles
- Tim Raue: Wasabi-Lobster
- René Redzepi: „Huhn und Ei“
- Heinz Reitbauer: Saibling in Bienenwachs
- Christian Rescher: „Wald & Wiese“ / Zuger Lachsforelle
- Eric Rippert: Tuna and Foie Gras, Crispy black bass; braised celery and parsnip custard, Kobe beef and Escolar with lemon brown butter sauce and spicy kimchi
- Joël Robuchon: Kartoffelpüree
- Albert Roux: Soufflé Suissesse
- Franz Sacher: Sachertorte
- Andreas Senn: „Gurke“ (ein Dessert)
- Max Stiegl: Huhn in der Schweinsblase
- Jean-Georges Vongerichten: Warm Chocolate Cake, Tuna Tartare with Avocado and Ginger Marinade, Seared Scallops with Caper-Raisin Sauce
- Lisl Wagner-Bacher: Kaviar-Ei